# خلل تنسج الظهارة العصبية
خلل تنسج الظهارة العصبية (DNT) هو نوع من أورام المخ. أكثر مناطق وجود هذا الورم شيوعًا هي الفص الصدغي، تصنّف هذه الأورام بأنها أورام حميدة. تتكون هذه الأورام العصبية الدبقية من خلايا دبقية وخلايا عصبية وغالبًا ما ترتبط بخلل التنسج القشري البؤري.
يوجد فئات فرعية متنوعة من خلل تنسج الظهارة العصبية حاليًا، وما يزال هناك نزاعات حول كيفية تجميع هذه الفئات بشكل صحيح. يجري حاليًا تحديد العلامات الجينية المحتملة لهذه الأورام. بما أن هذه الأورام غالبًا ما تسبب نوبات صرع، فالاستئصال الجراحي هو العلاج الشائع لها، وتكون ذات معدلات نجاح عالية.

## العلامات والأعراض
تعتبر النوبات الصرعية من أكثر الأعراض المترافقة مع خلل تنسج الظهارة العصبية، وأكثرها شيوعًا هي النوبات الجزئية المعقدة. يتظاهر خلل تنسج الظهارة العصبية البسيط بنوبات صرعية معممة. يعتبر خلل تنسج الظهارة العصبية السبب الرئيسي الثاني للصرع عند الأطفال. الصداع هو عرض آخر شائع له أيضًا. الإعاقات العصبية الأخرى (باستثناء نوبات الصرع) غير شائعة.

## الإمراضيات
أورام الظهارة العصبية غير النسيجية هي أورام عصبية دبقية غالبًا، أي أنها تتكون من خلايا دبقية وخلايا عصبية.
توجد ثلاثة أنواع فرعية شائعة من خلل تنسج الظهارة العصبية:
- البسيط: عناصر الورم العصبونية هي المكونات الوحيدة.[2]
- المركب: تتواجد فيه العقيدات الدبقية و/أو خلل التنسج القشري البؤري من النوع 3 ب (FCD)، بالإضافة إلى العناصر العصبونية الموجودة في حالة خلل تنسج الظهارة العصبية البسيط.[4] قد توجد كل من العقيدات وخلل التنسج القشري البؤري في نفس الورم، على الرغم من أن 47% فقط من خلل تنسج الظهارة العصبية المعقد مرتبطة بخلل التنسج القشري البؤري.[2]
- غير محدد: يفتقر خلل تنسج الظهارة العصبية غير المحددة إلى العناصر العصبية الدبقية الشائعة في الورم، ولكنها تحتوي على العقيدات الدبقية و/أو خلل التنسج القشري البؤري من النوع 3 ب. يظهر خلل التنسج القشري البؤري في 85% من الحالات غير المحددة.[2]

يوجد حاليًا بعض الجدل حول التقسيم المناسب للأنواع الفرعية لخلل تنسج الظهارة العصبية. يُشار أحيانًا إلى النوع الفرعي الرابع على أنه نوع فرعي مختلط. يتضمن هذا النوع الفرعي المختلط عقيدات دبقية ومكونات الورم الدبقي العقدي. تشير النتائج الأخرى إلى أن خلل تنسج الظهارة العصبية يتطلب إعادة تصنيف لربطها بالأورام قليلة التغصن، وهي أورام تنشأ من الخلايا الدبقية فقط. تشير هذه التقارير إلى أن الخلايا العصبية الموجودة داخل خلل تنسج الظهارة العصبية أكثر ندرة مما أُبلغ عنه سابقًا. بالنسبة للخلايا العصبية التي تظهر في الأورام، يُعتقد أنها كانت موجودة في منطقة الورم عندما بدأ بالتكون، وليست جزءًا من الورم نفسه.

## العلاج
العلاج الأكثر شيوعًا لخلل تنسج الظهارة العصبية هو الجراحة. تنجح حوالي 70-90% من العمليات الجراحية في استئصال الورم. ونظرًا لأن الورم غالبًا ما يكون حميدًا، ولا يشكل تهديدًا فوريًا، فلا حاجة إلى علاجات قوية أخرى مثل العلاج الكيميائي والإشعاعي، وبالتالي لا يعاني المرضى، وخاصة الأطفال والشباب، من الآثار الجانبية لهذه العلاجات.
يجب استئصال الورم بشكل كامل من أجل إيقاف النوبات الصرعية تمامًا، ولأجل ذلك يجب أن يستأصل الأطباء الفص الصدغي الأمامي أو كل من اللوزة والحصين. لوحظ أنه عند استئصال الورم بشكل كامل لا يعاني المرضى النوبات. من ناحية أخرى، في حال عدم إجراء عمليات الاستئصال، وإزالة الورم بالكامل، سيبقى خطر التعرض للنوبات. في دراسة أجراها بيلجينر وزملاؤه، في عام 2009، على المرضى الذين لم يستأصلوا الورم بالكامل، استمرت نوبات الصرع لديهم، وبذلك يُعد الاستئصال غير المكتمل بمثابة الفشل، وسيؤدي إلى تعريض المريض لعملية جراحية ثانية من أجل استئصال ما بقي من الورم.